# کالج استیشن (تگزاس)
کالج استیشن، تگزاس(به انگلیسی: College Station, Texas) شهری در ایالت تگزاس از ایالات جنوبی ایالات متحده آمریکا است. در سرشماری سال ۲۰۰۰، جمعیت این شهر ۷۴٫۱۲۵ نفر اعلام شد.